# Eupithecia invicta
Eupithecia invicta là một loài bướm đêm trong họ Geometridae.